# Calamandrana
Calamandrana (Calamandran-a in piemontese, Camendran-a nella sua varietà astigiana) è un comune italiano di 1 658 abitanti della provincia di Asti in Piemonte. Il paese si estende su una superficie di 12,79 km².
Nel paese è molto fiorente l'attività vitivinicola. Dal punto di vista dell'economia, anche se in tempi recenti si sono insediate nella piana del Belbo alcune industrie di rilevante importanza produttiva, lo zoccolo duro resta quello agricolo, con numerose aziende vivaistiche nella parte più pianeggiante del territorio e con altrettante numerose aziende vitivinicole in quella collinare.

## Geografia fisica
Calamandrana è situata tra le città di Nizza Monferrato e di Canelli. Il comune si suddivide in due aree (Calamandrana Alta e Calamandrana Bassa) ed è composto da più centri abitati: Quartino (Municipio), Boidi, Bruciati, Chiesa Vecchia, Case Vecchie, Ferrai, Garbazzola, San Vito, Valle Chiozze e Valle San Giovanni.

## Origini del nome
Il primo accenno al nome "Calamandrana" appare in un documento pubblico dell'anno 1129 dove si fa riferimento a un manso, cioè un podere di questo territorio donato dal castellano Guglielmo, figlio di Amedeo, al monastero di Santa Maria presso Acqui.
Si potrebbe essere tentati di ricondurre il nome Calamandrana (con ben cinque "a") all'espressione "calano le mandrie" poiché il nucleo principale degli abitanti abitava, in passato, il colle con in cima il Castello e i vecchi contadini portavano al pascolo il gregge "alla piana".
"Calamandrana" deriva, invece, con maggiore probabilità da una quercia nana che in Piemonte viene chiamata "calamandrina", poiché un tempo le colline erano coperte di boscaglie di olmi e querce. In alcuni atlanti del Settecento il nome di Calamandrana è chiaramente scritto Calamandrina.

## Storia
Le terre di Calamandrana probabilmente erano già state abitate nell'antichità da popolazioni Liguri di origine Celtica che vennero sconfitti dai Romani nel 200 a.C.
Nel XII secolo Calamandrana passò a far parte del Marchesato del Monferrato, ma per un breve periodo. Agli inizi del XIII secolo Bonifacio del Vasto, sottomessosi ad Alessandria, cedette il paese ai San Marzano di Canelli. Durante la battaglia per l'annessione al feudo alessandrino, le popolazioni calamandranesi lasciarono la piana e trovarono riparo nella Chiesa di San Giovanni Lanerio, dove edificarono il nuovo centro di Nizza della Paglia (attualmente Nizza Monferrato). Nel 1232 il territorio di Calamandrana ripassò ai Marchesi del Monferrato che lo concessero al Marchesato di Incisa per poi passare agli Asinari nel 1305.
Nel 1657 il paese venne concesso dal Duca di Mantova al Marchese Giovanni Maria Piccolomini, per poi passare, 15 anni dopo, al conte mantovano Matteo Quinciani. Nel 1682 il calamandranese Francesco Maria Cordara, divenuto conte, fece iniziare la costruzione del Castello, che è rimasto intatto fino ai giorni nostri.
Nel 1943 molti soldati fuggiti dalle caserme si rifugiarono a Calamandrana, durante lo scioglimento dell'esercito italiano. Il parroco don Emilio Carozzi e la popolazione li aiutarono. 
Nello stesso anno a Calamandrana alta si creò una formazione partigiana.
Verso la fine del 1944 avvennero numerosi scontri, durante i quali le persone venivano minacciate e le case saccheggiate. 
Verso la fine del 1945 i partigiani tornarono in forza. Si poteva così controllare Canelli e la strada per Nizza. In questa situazione venne incendiato anche il Municipio.

### Simboli
Lo stemma e il gonfalone sono stati concessi con decreto del presidente della Repubblica del 24 maggio 1957
Il gonfalone è un drappo trinciato di rosso e di bianco.

## Monumenti e luoghi d'interesse

### Architetture religiose

#### Chiesa "San Sebastiano" (Calamandrana Alta)
Un'unica strada, via Maestra, attraversa il centro storico da est a ovest, per chi proviene dalla provinciale, salendo dalla strada Del Pozzo.
Appena imboccata la via, sulla sinistra, si trova la chiesa di San Sebastiano, recentemente oggetto di restauro. Realizzata probabilmente nel XVIII secolo come Confraternita, è costruita in laterizio con un profondo portico sulla facciata a capanna, in stile neoclassico. Recentemente è stata oggetto di restauro. Degni di visita sono gli affreschi presenti.

#### Chiesa "Immacolata Concezione" (Calamandrana Alta)
Percorrendo la strada sottomura dell’antico borgo, si raggiunge la baroccheggiante parrocchiale dedicata all’Immacolata Concezione. Insieme alle diverse Cappelle campestri che sorgevano, ad opera della popolazione, nelle frazioni più lontane, non è difficile immaginare che la presenza del Castello prevedesse un edificio per il culto cristiano all’altezza delle famiglie nobili che qui risiedevano. Di epoca barocca, la chiesa dell'Immacolata Concezione rimanda alla ricchezza e stratificazione storica. Il suo arco e parte dell'abside sono ritagli delle antiche mura del castello. Segnalata come parrocchiale dal XVIII secolo, viene nominata in documenti precedenti come oratorio del castello e sede della confraternita dei Disciplinati.

#### Chiesa Sacro Cuore di Gesù (Calamandrana Bassa)
Nella “piana” tra il 1952 e il 1953 è stata eretta la nuova parrocchiale, dedicata al Sacro Cuore di Gesù, successivamente abbellita, nel 1962, con dipinti absidali ad opera di Piero Dalle Ceste e con un prezioso mosaico.

#### Chiesa romanica San Giovanni delle Conche
In valle San Giovanni, oggi frazione di Calamandrana, sorgeva la chiesa romanica dedicata a San Giovanni alle Conche, in cima a una bassa collina. Chiesa ricca di vicende storiche, soprattutto in epoca medioevale ha cambiato immagine nel corso dei secoli. L'attuale immagine di San Giovanni delle Conche è totalmente mutata rispetto alla primitiva. In stile romanico è rimasta solo l'abside, che si incastra nel fianco destro dell'attuale chiesa. Simmetricamente ad essa è stata edificata un'altra abside, simile, ma più piccola e in stile neogotico, mentre una terza, molto più alta, posta a nord, è tardobarocca e chiude lo spazio interno del presbiterio. Un quarto elemento, la torre campanaria a pianta quadrata, accorda volumetricamente le due absidi, romanica e tardobarocca, al corpo della chiesa. 
Questo gioco di intersezioni ha reso poi lo spazio all'interno dell'edificio quasi circolare. All'interno le pareti risultano decorate da affreschi ottocenteschi di fattura popolare; le figure che compaiono nel catino dell'abside romanica sembrano però ricalcare, nell'iconografia, precedenti e più antichi affreschi. La struttura muraria dell'intero edificio è in mattoni. Solo nell'abside romanica troviamo conci di arenaria: sia nella cornice "a gola", posta sottotetto, sia nella tradizionale teoria di archetti pensili, poggianti su mensoline, sia negli stipiti e nei falsi archi, a ghiere rientranti, delle tre finestrelle. Sottili decorazioni geometriche sono scolpite sul blocchi monolitici in cui sono stati intagliati gli archi e le ghiere. Ciascuno dei tre campi dell'abside è scandito da lesene che si raccordano agli archetti pensili attraverso piccoli capitelli, decorati da disegni fitomorfici molto stilizzati, tra cui spunta anche una testina umana. I mattoni e gli angoli sono ben limati: questo fatto e la stilatura dei letti di malta indicano interventi restaurativi non lontani.
Dall'agosto 2020 la chiesa romanica di San Giovanni alle Conche in Valle San Giovanni entra a far parte del circuito "Chiese a Porte Aperte", promosso dalla Consulta Regionale per i Beni Culturali Ecclesiastici di Piemonte e Valle d'Aosta, in convenzione con il Comune di Calamandrana. Il progetto, finanziato anche da FCRT e Regione Piemonte, consentirà di visitare la chiesa tramite l'uso di una App. Infatti sarà sufficiente registrarsi al sito www.cittaecattedrali.it e successivamente scaricare sul proprio cellulare l'App "Chiese a Porte Aperte" per poter prenotare l'ingresso gratuito, entrare ed effettuare la visita ascoltando la voce narrante (tutti i giorni dalle 9.00 alle 18.00). Oltre alla chiesa di Valle San Giovanni si possono visitare altri 27 luoghi, riuniti in sei circuiti territoriali.

### Architetture Civili

#### Castello di Calamandrana
Il primitivo complesso fortificato venne distrutto e immediatamente ricostruito nel corso del XIII secolo. La distruzione risale al 1225, quando si svolse una cruenta battaglia tra Astigiani ed Alessandrini, per la supremazia nella valle del Belbo. Gli Alessandrini, vittoriosi, rasero al suolo il castello di Calamandrana, considerato da loro una minaccia seria. La fortificazione venne riedificata verso il 1237, quando il territorio ritornò, definitivamente, tra le proprietà astesi per opera di Federico II.
Dopo diversi feudatari, nel 1606 Federico Gonzaga vi infeudò la moglie, Eleonora de' Medici; sarà solo nel 1685 che il Duca di Mantova investirà con il titolo di Conte un calamandranese, Francesco Maria Cordara. A lui si deve, praticamente, la struttura attuale del castello in quanto fu proprio il conte Cordara ad apportare alcune considerevoli modifiche sulla base della struttura originaria. 
Il complesso subì notevoli danneggiamenti durante il terremoto del 1886 e, per timore di un crollo, venne demolito il loggiato e mozzata la torre ottagonale, ricostruita poi nel 1964, dall'allora proprietario, il sig. Giambattista Parodi, con mattoni di recupero fatti a mano e in maniera fedele a quella che doveva essere l’originale, desumibile dalle stampe del Gonin.
Oggi l'edificio presenta un’impostazione planimetrica piuttosto irregolare ed è in parte intonacato e in parte in mattoni e pietre a vista. Sono conservate le strutture sotterranee: cantine, camminamenti e la cisterna dell’antica fortezza. Del 1983 è la ristrutturazione del soffitto del salone ottocentesco.

## Società

### Evoluzione demografica
Abitanti censiti

### Etnie e minoranze straniere
Secondo i dati ISTAT al 31 dicembre 2009 la popolazione straniera residente era di 196 persone. Le nazionalità maggiormente rappresentate in base alla loro percentuale sul totale della popolazione residente erano:
- Repubblica di Macedonia 69 3,90%
- Romania 54 3,05%
- Marocco 28 1,58%

## Cultura

### Eventi
- Festa patronale del Quartino, nel mese di Agosto
- Fiera del bestiame, il primo lunedì di agosto
- Festa di Calamandrana Alta
- Tutti i sabati mattina presso la piazza principale del paese piazza Dante, "Mercato della Terra Amica" in collaborazione con le organizzazioni agricole, dove agricoltori e artigiani del territorio vendono direttamente i loro prodotti a km zero
- Attraverso Festival, Luglio

## Geografia antropica

### Frazioni
Le principali regioni o frazioni di Calamandrana sono: Boidi, Bruciati, Case Vecchie, Chiesa Vecchia, Ferrai, Garbazzola, Quartino, San Vito, Valle San Giovanni.

## Amministrazione
Di seguito è presentata una tabella relativa alle amministrazioni che si sono succedute in questo comune.
| Periodo        | Periodo        | Primo cittadino   | Partito                                                        | Carica  | Note  |
| -------------- | -------------- | ----------------- | -------------------------------------------------------------- | ------- | ----- |
| 12 giugno 1985 | 22 aprile 1987 | Claudio Solito    | lista civica                                                   | Sindaco | [ 7 ] |
| 22 aprile 1987 | 18 maggio 1990 | Secondo Scanavino | Partito Comunista Italiano                                     | Sindaco | [ 7 ] |
| 18 maggio 1990 | 24 aprile 1995 | Secondo Scanavino | Partito Comunista Italiano, Partito Democratico della Sinistra | Sindaco | [ 7 ] |
| 24 aprile 1995 | 14 giugno 1999 | Secondo Scanavino | centro-sinistra                                                | Sindaco | [ 7 ] |
| 14 giugno 1999 | 14 giugno 2004 | Massimo Fiorio    | lista civica                                                   | Sindaco | [ 7 ] |
| 14 giugno 2004 | 8 giugno 2009  | Massimo Fiorio    | lista civica                                                   | Sindaco | [ 7 ] |
| 8 giugno 2009  | 26 maggio 2014 | Fabio Isnardi     | lista civica Fabio Isnardi sindaco                             | Sindaco | [ 7 ] |
| 26 maggio 2014 | 26 maggio 2019 | Fabio Isnardi     | lista civica Pace libertà lavoro                               | Sindaco | [ 7 ] |
| 26 maggio 2019 | 09 giugno 2024 | Fabio Isnardi     | lista civica Pace libertà lavoro                               | Sindaco | [ 7 ] |

### Gemellaggi
- Kisapostag